# Каппис, Кристиан
Кристиан Джаегер Каппис (англ. Christian Jaeger Cappis; род. 13 августа 1999, Кейти, Техас, США) — американский футболист, полузащитник клуба «Брондбю».

## Клубная карьера
Каппис — воспитанник клуба «Даллас».
В 2018 году Кристиан подписал соглашение с датским «Хобро». 6 ноября 2018 года в поединке Кубка Дании против «Оденсе» Каппис дебютировал за основной состав. 10 февраля в матче против «Хорсенс» он дебютировал в датской Суперлиге.
Летом 2021 года Каппис перешёл в «Брондбю», подписав четырёхлетний контракт до лета 2025 года.
1 сентября 2023 года на правах аренды перешел в клуб «Молде» до конца года. Дебютировал в чемпионате Норвегии 1 сентября против клуба «Викинг», выйдя на замену Кристоффера Хаугена на 80-й минуте.